# تي إل. أوسبورن
تي إل. أوسبورن (بالإنجليزية: T. L. Osborn)‏ هو مغني وكاتب وعازف بيانو أمريكي، ولد في 23 ديسمبر 1923 في بوكاسيت في الولايات المتحدة، وتوفي في 14 فبراير 2013 في تلسا في الولايات المتحدة.